# 許大成
許大成（1585年—1613年），字齋文，號見海，廣東廣州府順德縣籍番禺縣人，明朝政治人物。

## 生平
己酉廣東鄉試第二十二名舉人，萬曆三十八年（1610年）庚戌科會試二百四十一名，第三甲第一百三十二名進士。都察院觀政，授行人司行人，萬曆四十一年（1613年）癸丑卒。

## 家族
曾祖許欽，壽官；祖許旦；父許符，庠生；母伍氏。慈侍下。兄豪宣，弟目成。子儲馮；儲翼。